# ایمونوگلوبولین وریدی
ایمونوگلوبولین وریدی یا IVIG (به انگلیسی: Intravenous immunoglobulin)
نام تجارتی: Sandoglobuline
طبقه بندی فارماکولوژیک :
طبقه بندی درمانی : ایمونوگلوبولین
اشکال دارویی: آمپول ۱ و ۳ و ۶ گرم در ویال
نکته: این فراورده به تازگی از طرح ژنریک ایران حذف گردیده‌است.
این فراورده باعث ایجاد سطوح وسیعی از پادتن های IgM IgG و IgA می شود.

## مکانیسم عمل
ایمونوگلوبین یا IVIG به عنوان یک درمان جایگزین پروتئین پلاسما(IgG)، در بیماران دچار کمبود یا نقص ایمنی که دچار کاهش یا از دست دادن قابلیت تولید آنتی بادی هستند، تجویز می‌شود. در این قبیل بیماران دچار کمبود ایمنی، ایمونوگلوبین به جهت حفظ و نگهداری سطح آنتی بادی به میزان کافی، به منظور جلوگیری از عفونت‌ها و تأمین یک ایمنی غیرفعال توصیه می‌شود. درمان هر ۳-۴ هفته یکبار داده می‌شود. در مورد بیماران مبتلا به بیماری‌های اتوایمیون، ایمونوگلوبین در دوز بالا (معمولاً به میزان ۱ تا ۲ میلی گرم ایمونوگلوبین به ازای هر کیلوگرم وزن بدن) تجویز می‌شود و بدینوسیله تلاش می‌شود که شدت بیماری خود ایمنی مانند درماتومیوزیت Dermatomyositis کاهش داده شود.
ایمونوگلوبین همچنین در برخی از موارد عفونت حاد مانند بیماری کاوازاکی و عفونت اچ آی وی در اطفال و نیز سندرم گیلن باره، مفید واقع می‌شود.
هیجانات مثبت با آزاد شدن ایمونوگلوبین A که آنتی بادی است و اولین خط دفاعی در برابر سرماخوردگی محسوب می‌شود، رابطه دارند. در یک بررسی معلوم شد پس از آن که زنان سالم، فیلم بامزه و شادی را تماشا می کردند، ایمونوگلوبین A آن‌ها افزایش می یافت. در واقع بین میزان ایمونوگلوبین A و استفاده از شوخی به عنوان راهبردی برای کنار آمدن با فشار روانی هم رابطهٔ مثبتی برقرار است.

## موارد مصرف
- درمان نگهدارنده در بیمارانی که بدن آن‌ها قادر به تولید مقادیر کافی آنتی بادی‌های IgG نمی‌باشد
- درمان انواع ایدیوپاتیک پورپورای ترومبوسیتوپنیک
- درمان پارواویروس B19
- سندروم استیف پرسن Stiff Person Syndrome
- درمان اچ آی وی هپاتیت ب هاری کزاز دیفتری سیاه سرفه سرخجه پولیو ویروس آنفولانزا مننژیت هپاتیت آ سرماخوردگی و غیره

## طریقه مصرف
- درمان نگهدارنده در بیمارانی که بدن آن‌ها قادر به تولید مقادیر کافی آنتی بادیهای IgG نمی‌باشد:

در بالغین و کودکان: ۲۰۰ میلی گرم به ازای هر کیلوگرم از وزن بدن، ماهی یک بار از طریق انفوزیون وریدی تجویز می‌شود.
- درمان انواع ایدیوپاتیک پورپورای ترومبوسیتوپنیک:

در بالغین و کودکان: ۴۰۰ میلی گرم به ازای هر کیلوگرم وزن بدن در روز، در ۲ تا ۵ روز متوالی. مقدار مصرف نگهدارنده دارو به تعداد پلاکت‌های شمارش شده و پاسخ بالینی بیمار بستگی دارد.

## موارد منع مصرف
- حساسیت مفرط نسبت به ایمونوگلوبولین‌ها
- کمبود اختصاصی IgA

## عوارض جانبی
- تهوع
- استفراغ
- کهیر
- آنژیوادم
- تب و لرز